# 53 pr. n. št.
53 pr. n. št. je bilo leto predjulijanskega rimskega koledarja. V rimskem svetu je bilo znano kot leto sokonzulstva Mesale in Kalvina, pa tudi kot leto 701 ab urbe condita.
Oznaka 53 pr. Kr. oz. 53 AC (Ante Christum, »pred Kristusom«), zdaj posodobljeno v 53 pr. n. št., se uporablja od srednjega veka, ko se je uveljavilo številčenje po sistemu Anno Domini.

## Dogodki
- 6. maj - Parti porazijo rimsko vojsko.

## Smrti
- Indutiomar, treverski vojskovodja (* ni znano)
- Mark Licinij Kras, rimski politik in vojskovodja